# Kolébky
Kolébky jsou přírodní rezervace jižně od obce Nedakonice v okrese Uherské Hradiště. Důvodem ochrany je zachování lesního typu jilmového luhu, jeho pestré dřevinné skladby a věkové diferencovanosti tak, aby se udržely a rozvíjely optimální podmínky pro výskyt ohrožených druhů rostlin a živočichů.